# Désiré François Laugée

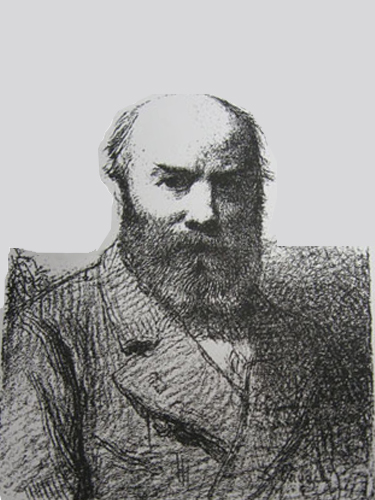
Désiré François Laugée (ca. 1883)

Désiré François Laugée (* 25. Januar 1823 in Maromme, Département Seine-Maritime; † 24. Januar 1896 in Paris) war ein französischer Genre- und Historienmaler.

## Leben und Wirken
Laugée war ein Sohn des Kaufmanns Georges-François Laugée (1787–1865) und dessen Ehefrau Eulalie Léger (1794–1883). 1825 ging die Familie nach Saint-Quentin (Département Aisne), wo Laugée das Lycée des Bons Enfants besuchte. Anschließend wechselte er an die École des Beaux-Arts (EBA) von Saint-Quentin. Parallel dazu bekam er – zusammen mit Jean-Baptiste Malézieux – Privatunterricht im Atelier von Louis Nicolas Lemasle (1788–1876).
Mit Lemasles Unterstützung konnte Laugée später nach Paris gehen, um an der dortigen EBA zu studieren; mehrheitlich war er Schüler von François-Édouard Picot. 1845 gelang es Laugée mit seinem Werk Un père et son fils bei der großen Ausstellung des Salon de Paris angenommen zu werden. Er unternahm Studienreisen nach und durch England und Belgien und deren Eindrücke wurden dann oft die Basis seiner Landschaftsbilder.
Am 14. Mai 1850 heiratete Laugée in Nauroy – in der Nähe von Saint-Quentin (Aisne) – Céléstine Marie Malézieux (1825–1909) und hatte mit ihr fünf Kinder; darunter Marie Éleonore (1851–1937), Laurence (1852–1941) und Georges Paul (1853–1937).
Er ließ sich in Nauroy nieder und eröffnete auch ein eigenes Atelier. Ab dieser Zeit begann man auch, ihn „Maître de Nauroy“ zu nennen. Bereits fünf Jahre vorher hatte seine Schwester Caroline Joachim Pierre Malézieux, seinen späteren Schwager, geheiratet.
Desiré Francçois Laugée starb einen Tag vor seinem 73. Geburtstag in Paris und fand seine letzte Ruhestätte in der Familiengruft auf dem Cimetière de Passy.

## Rezeption
Am Anfang stand Laugée noch im Schatten seines Lehrers Picot aber er fand schon bald (vielleicht durch die Inspiration seiner Studienreisen) zu einem eigenen Stil. Damit verabschiedete er sich zum Teil von den romantisierend dargestellten historischen Sujets und widmete sich mehr den Alltagsszenen. Parallel dazu schuf er im kirchlichen Auftrag mehrere Werke für einige Kirchen in Paris (La Trinité, Sainte-Clotilde, Saint-Pierre du Gros Caillou) und Saint-Quentin (Basilika Peter-und-Paul). In seinem Spätwerk dominieren dann eher Landschaftsbilder à la pleinair.

## Ehrungen

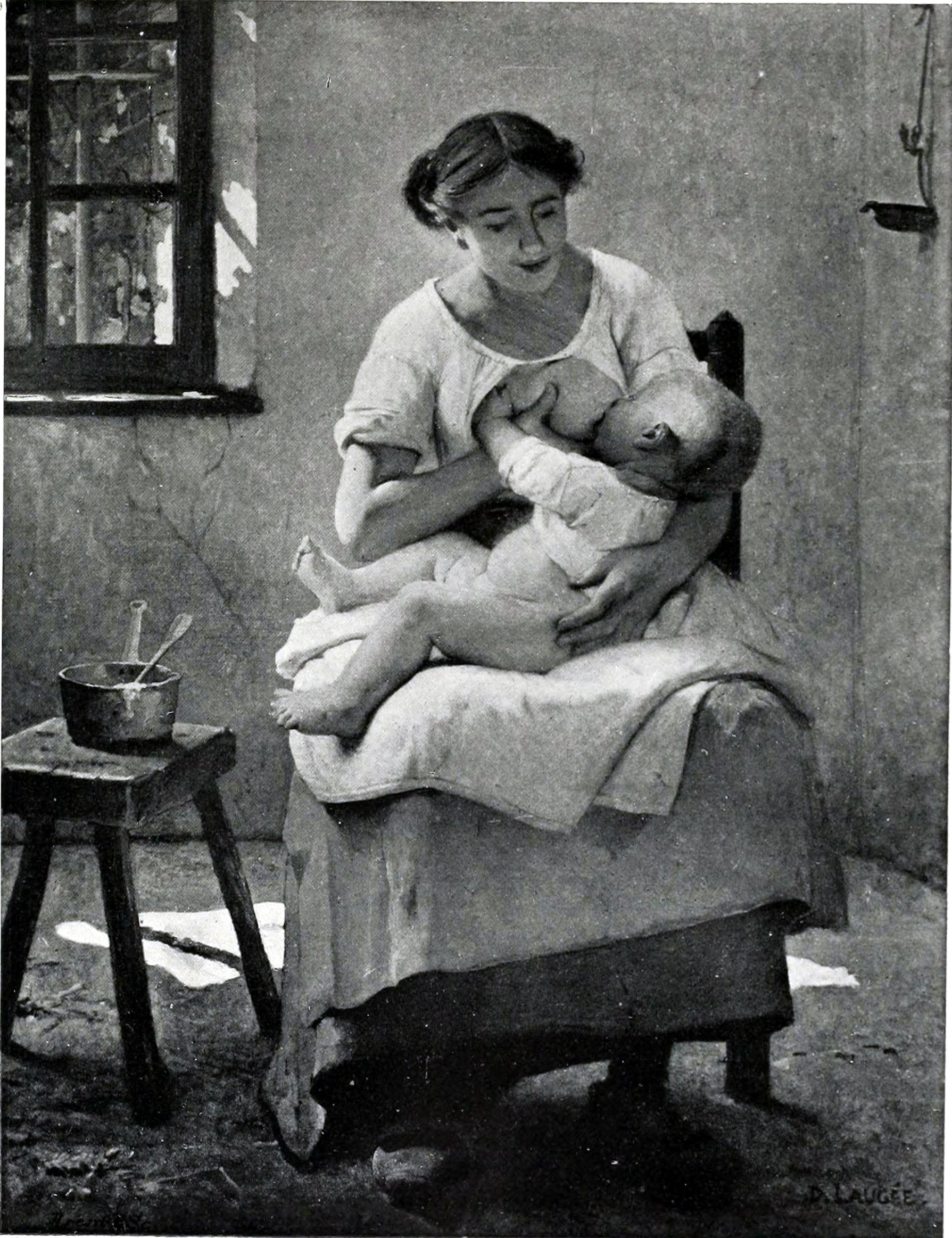
Jeune mère, Salon de 1888.

- 1865 Ritter der Ehrenlegion.

## Werkauswahl
Alltagsszenen
- Das Frühstück des Schnitters.
- Die Reitstunde.
- Der Austritt aus der Schule.
- Die fröhliche Nachricht.
- Der Neugeborene.
- Die junge Haushälterin.

Historische Themen
- Van Dyck in Saventhem.
- Die Ermordung des Riccio.
- Der Tod Zurbaráns.
- Die Belagerung von Saint-Quentin.
- Der Tod Wilhelms des Eroberers.
- Der Maler Le Sueur bei den Kartäusermönchen. (Musée du Luxembourg),
- Die Marodeure.

Kirchliche Themen
- Die heilige Elisabeth von Frankreich, die den Armen die Füße wäscht.
- Hymnus auf die heilige Cäcilia.
- Engel als Rauchfaßträger.

Porträts
- Victor Hugo.
- Alexandre Dumas der Ältere.
- Jean-Baptiste Malézieux.